# Diocesi di Aveia
La diocesi di Aveia (in latino Dioecesis Avicensis) è una sede soppressa e sede titolare della Chiesa cattolica.

## Storia
Aveia era un'antica città dell'Abruzzo appartenente in origine al popolo dei Vestini (da cui anche il nome di Aveia vestina). Ridotta oggi in ruderi archeologici, si trova nel territorio del comune di Fossa. Diventò sede episcopale nel V secolo circa, ma la diocesi scomparve con la distruzione della città ad opera dei Longobardi nel VI secolo. Originario di Aveia era san Massimo (III secolo), patrono dell'Aquila, le cui reliquie, con la distruzione della città, furono traslate a Forcona, dove sorse la nuova diocesi; Lanzoni avanza dubbi sulla storicità di questo santo, data l'inattendibilità della Passio e della Inventio delle sue reliquie, e avanza l'ipotesi che possa trattarsi dell'omonimo santo venerato a Cuma.
Si conosce il nome di un solo vescovo, Gaudentius Aviciensis, presente al concilio romano del 465, dove furono stabilite norme sulle ordinazioni episcopali e sulle nomine dei vescovi. Nella lista delle presenze conciliari Gaudenzio figura al 5º posto, tra Palladio di Salpi e Sotero di Napoli.
Secondo Lanzoni, alla sede di Aveia, distrutta e abbandonata, sarebbe succeduta la diocesi di Forcona, sede che fu poi traslata all'Aquila nel 1256.
Dal 2009 Aveia è annoverata tra le sedi vescovili titolari della Chiesa cattolica; dal 30 gennaio 2009 il vescovo titolare è Raúl Antonio Chau Quispe, vescovo ausiliare di Arequipa.

## Cronotassi

### Vescovi
- Gaudenzio † (menzionato nel 465)[5]

### Vescovi titolari
- Raúl Antonio Chau Quispe, dal 30 gennaio 2009